# Chiesa di San Biagio (Tavarnelle Val di Pesa)
La chiesa di San Biagio è un edificio sacro situato ai piedi dell'abbazia di San Michele Arcangelo a Passignano, nel comune di Tavarnelle Val di Pesa.

## Storia
Il primo oratorio venne costruito nel 1080 per volontà dell'abate Giovanni Leto all'esterno delle mura del monastero per dare la possibilità agli abitanti del borgo di Passignano di usufruire dei servizi religiosi, affidati ad un sacerdote del clero secolare.
La chiesa fu ricostruita nelle forme attuali durante il governo dell'abate Nicola Gianfigliazzi (1335-1340).
La chiesa di San Biagio rimase parrocchiale fino alla fine del XIX secolo, successivamente divenne oratorio della locale confraternita, questo perché il popolo usava la chiesa abbaziale come parrocchia.

## Descrizione

### Esterno
Esternamente si presenta semplice e il portale d'ingresso presenta un architrave in pietra sormontato da una lunetta. Sull'architrave è scolpito: 

### Interno
L'interno ad aula unica coperto a capriate presenta una piccola abside semicircolare. In origine erano presenti piccole finestre a feritoia, disposte sulla parete laterale sinistra, che furono sostituite nel 1689 da tre finestrone che rovinarono il ciclo di affreschi presente sulla parete.

#### Gli affreschi
Gli affreschi furono realizzati nella seconda metà del XV secolo e non è possibile una datazione precisa perché la data presente è mutila (MCCCCLX.). Altri restauri vennero eseguiti nel 1503 e in quell'occasione venne realizzato, forse dallo stesso pittore, un nuovo ciclo di affreschi. Nessun nome è rimasto ad indicare l'autore degli affreschi. Secondo Guido Carocci erano opera dei fratelli Ghirlandaio, ma la critica attuale tende a preferire Filippo di Antonio Filippelli.
Con la caduta dell'intonaco e la realizzazione degli altari laterali la maggior parte degli affreschi scomparvero; oggi rimangono solo alcune figure intere, di altre rimangono solo dei frammenti.
Sulla parete di destra si trovano nell'ordine: Il battesimo di Gesù; al centro Sant'Anna che tiene in grembo la Vergine col bambino; L'eterno Padre che sostiene il crocifisso e in basso a destra le figure di  san Bernardo di Chiaravalle e  san Benedetto e a sinistra  san Biagio.
Sulla parete sinistra ci sono le figure di  san Antonio Abate, santa Cristina e santa Tecla mentre rimangono tracce delle figure di  san Michele arcangelo,  san Lorenzo martire e di altri santi.
Nell'abside rimangono tracce di affreschi raffiguranti  santa Cristina della Ruota, san Giovanni Gualberto e  san Cristoforo; in alto rimane la figura dell'Eterno Padre circondato da angeli.